# بنيامين روبنز كورتيس
بنيامين روبنز كورتيس (بالإنجليزية: Benjamin Robbins Curtis)‏ (و. 1809 – 1874 م) هو قاض، ومحام، وسياسي من الولايات المتحدة الأمريكية .

## التعليم
تعلم في كلية هارفارد للحقوق.

## روابط خارجية
- بنيامين روبنز كورتيس على موقع الموسوعة البريطانية (الإنجليزية)
- بنيامين روبنز كورتيس على موقع إن إن دي بي (الإنجليزية)